# De drijvende dokters
De drijvende dokters is een stripverhaal uit de reeks van Suske en Wiske. Het is geschreven door Peter Van Gucht en getekend door Luc Morjaeu. Het kwam uit als 359ste album in de Vierkleurenreeks op 24 november 2021.

## Personages
- Suske, Wiske, Schanulleke, Lambik Jerom, tante Sidonia, professor Barabas, Vincent Ombre (IT-er, geheim agent), buren, politie, ingenieur Wargeren[1],inspecteur Luna[2], kapitein, Ellen, Krimson en handlangers, kustwacht

## Locaties
- Huis van tante Sidonia, huis van Lambik en Jerom, haven, de duikboot van Krimson, Global Mercy (de grootste boot van Mercy Ships), Wokambu

## Uitvindingen
- Mininef (lijkt op gyronef), de calamares (onderzeeboot), wandelstok-pistool

## Verhaal

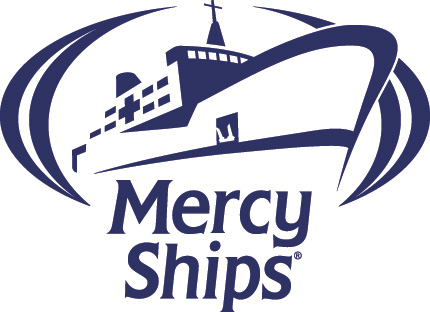
Logo van Mercy Ships

Er wordt een briefje in de brievenbus van tante Sidonia gestopt, maar ze heeft haast en leest het niet. Tante Sidonia vertrekt naar het grootste ziekenhuisschip. Suske en Wiske gaan bij Jerom en Lambik logeren. Een mysterieuze figuur probeert het briefje te pakken, maar doordat de buren dit zien lukt dit niet. Op het schip moet tante Sidonia aardappelen schillen, net als thuis.  Aan boord gebeuren vreemde dingen, er breekt brand uit en er gaat een computervirus rond. Ook worden kisten met medicijnen over boord gezet en lijkt personeel vergiftigd te zijn. Joeri blijkt de saboteur te zijn. Tante Sidonia denkt echter dat Vincent de dader is en door haar toedoen krijgt Joeri beide in handen. 
Inmiddels kan Wiske haar nieuwsgierigheid niet bedwingen. Ze gaat naar haar huis en probeert het briefje te lezen, maar de mysterieuze figuur slaat dit uit haar handen en voorkomt dat ze vergiftigd wordt. Ook Suske arriveert en de mysterieuze figuur blijkt inspecteur Luna te zijn. Er blijken dreigbrieven verstuurd te zijn, iemand wil niet dat Mercy Ships naar Afrika gaat. Dan krijgt inspecteur Luna bericht dat tante Sidonia en Vincent verdwenen zijn. De vrienden vertrekken meteen met de mininef. Ze ontdekken dat iemand het personeel verdooft, ook de kapitein.
De vrienden ontdekken dat Joeri de dader is en hij legt uit dat Vincent en tante Sidonia van hem overboord moesten springen. Dan springt hij zelf ook. Jerom probeert hem te pakken, maar hij ziet een vreemd voorwerp en wordt met inkt ingespoten. Joeri ontkomt en Lambik vertrekt met de mininef om tante Sidonia te zoeken. Jerom ontdekt dat de schroef wordt gesaboteerd en ziet het vreemde voorwerp weer. Tante Sidonia en Vincent zijn op een eiland aangespoeld en maken vuur om de aandacht van Lambik te trekken. Ze lijken gered, maar dan wordt de mininef door een vreemd voorwerp in zee getrokken. 
Lambik ontdekt dat Krimson zich had vermomd als Joeri. Hij wil voorkomen dat Mercy Ships aan de kade aanlegt, want dan zouden zijn smokkelpraktijken kunnen worden ontdekt. Lambik moet zijn vrienden overtuigen niet verder te varen en Krimson bevestigd een magnetische torpedo aan het schip voor het geval ze niet luisteren. De onderzeeër verstopt zich bij een verlaten booreiland. Lambik zendt een filmpje uit en kan met gebarentaal aan Jerom laten weten waar hij is. Jerom gaat op weg naar Lambik en Suske en Wiske bellen met professor Barabas. Hij kan hen helpen de torpedo onschadelijk te maken. Inmiddels is het schip gestopt.
Dan krijgt Krimson bericht dat Morkins, zijn smokkelbedrijf, is ontdekt en Lambik weet te ontsnappen. Krimson wil de torpedo laten ontploffen, maar Suske en Wiske hebben hem net op tijd onklaar gemaakt. Jerom krijgt de handlangers te pakken, maar Krimson kan ontkomen. Jerom kan de ziekenhuisboot toch op tijd op de afgesproken plek krijgen en veel patiënten worden geholpen. Jerom en Lambik gaan dan aardappelen schillen.